# Clonidine
Clonidine(hydrochloride) is een (actieve) α2-adrenerge agonist, een medicijn dat onder andere de bloedvaten verwijdt en de bloeddruk verlaagt. Een merknaam van clonidine is Dixarit ®.
De werking begint na ongeveer een uur. Het kan soms een aantal weken of langer duren voordat het gewenste effect bereikt is. Bij opvliegers is dit drie tot vier weken.

## Toepassing
Clonidine kan voor verschillende symptomen of aandoeningen voorgeschreven worden:

### Geregistreerde Indicaties
- hypertensie (hoge bloeddruk)[2]
- opvliegers[1]
- Onderhoudsbehandeling van migraineaanvallen
- ontwenningsverschijnselen van opiaten[3]

#### Niet geregistreerde indicaties
- ADHD[4] en bij algemene concentratiestoornissen
- ADHD in combinatie met een ticstoornis, met name bij kinderen

Tegen dit gebruik in combinatie met methylfenidaat wordt door de registratieautoriteiten streng gewaarschuwd in het SPC-dossier vanwege ernstige bijwerkingen. Echter volgens een rapport uit 2010 van de FDA is er niet genoeg bewijs gevonden voor een dodelijke interactie tussen clonidine en methylfenidaat.
- tics bij bijvoorbeeld het syndroom van Gilles de la Tourette
- ontwenningsverschijnselen van alcohol[6]

(sommige ontwenningsverschijnselen, zoals craving, slapeloosheid en spierpijn, kunnen niet worden bestreden met Clonidine)

## Werking
Clonidine is een agonist op de α2-receptor, die zich voornamelijk bevindt op het presynaptisch uiteinde van een neuron, waar de neurotransmitter, meestal noradrenaline maar ook andere neurotransmitters, vrijgesteld worden. Prikkeling van de α2-receptor vermindert vrijstelling van neurotransmitters door middel van een inhibitoir G protein coupled receptor (GPCR). 
Onder andere de antihypertensieve toepassing is hierop gebaseerd. Clonidine zorgt ervoor dat er minder noradrenaline wordt vrijgesteld, wat een vaatverwijdende invloed heeft. Dit leidt tot verlaging van de bloeddruk. 
Sommige bijwerkingen kunnen het gevolg zijn van het feit dat vrijstelling van andere neurotransmitters ook geïnhibeerd kan worden op deze manier (droge mond is een typisch verschijnsel van verminderde acetylcholinevrijstelling, een andere neurotransmitter).

## Bijwerkingen
(Zie ook de bijsluiter)
- Een sederende werking kan optreden, vooral in het begin van de behandeling, met name slaperigheid
- Droge ogen en mond en daardoor kans op het ontstaan van tandsteen

Ook kan voorkomen:
- Duizeligheid, verstopping, gebrek aan eetlust, onrust, paniek, misselijkheid, roodheid van de huid, lage bloeddruk (duizeligheid bij opstaan), pijn in de oorspeekselklier, maag-darmklachten en daling van de polsslag

Zeer zeldzaam:
- Hallucinaties, vooral bij hoge doseringen

## Waarschuwingen en andere mededelingen
- Over gebruik tijdens de zwangerschap zijn te weinig gegevens bekend. Tijdens de zwangerschap mag dit middel alleen op voorschrift van de arts worden gebruikt. Dit geldt ook voor het geven van borstvoeding.
- Kinderen en tieners wordt het gebruik door de registratieautoriteiten ontraden.
- Clonidine valt onder de groep medicijnen met een zogenaamde 'gele sticker':
  - Rijvaardigheid: Vooral in het begin kan sufheid optreden en daardoor kan de rijvaardigheid ongunstig beïnvloed worden. Dit geldt ook voor het bedienen van machines. Ook als het middel al langer gebruikt wordt is het niet raadzaam met een voertuig aan het verkeer deel te nemen of gevaarlijke machines of andere voertuigen, zoals een heftruck, te bedienen.
- Nieren en lever: Bij patiënten met een verminderde nier- of leverfunctie zal de arts over het algemeen een lagere dosering voorschrijven. Bij gebruik van hoge doseringen laat de arts soms de nierfunctie van de patiënt regelmatig controleren.
- Clonidine mag niet gebruikt worden door mensen die een ernstige vertraagde samentrekking van de hartkamers hebben, of gehad hebben.(het "sick sinussyndroom").
- Bij nierfunctiestoornissen mag clonidine niet gebruikt worden voor de behandeling van ontwenningsverschijnselen.
- Soms kunnen de klachten van ernstige neerslachtigheid (depressie) verergeren bij het gebruik van Clonidine[1]
- Clonidine mag niet in één keer gestaakt worden. Doet men dit wel dan bestaat de kans op zeer hoge bloeddruk, rusteloosheid, slapeloosheid, misselijkheid en hartkloppingen.
- Clonidine dient in ongeveer één week tot tien dagen afgebouwd te worden, met een minimum van enkele dagen.
- Clonidine kan de werking van andere medicatie zoals benzodiazepinen en opiaten versterken (ook de bijwerkingen) en de werking van bloeddrukverlagende medicijnen, neuroleptica, antidepressiva en bètablokkers beïnvloeden.

## Doseringen
- Clonidine HCL is verkrijgbaar als omhuld tablet met een dosering van 0,025 mg en als tabletten van 0,150 mg. De tabletten bevatten lactose.
- De arts bepaalt de voorgeschreven dosering, die vaak langzaam wordt opgebouwd. In de bijsluiter staan soms verschillende standaarddoseringen, afhankelijk van waarvoor Clonidine gebruikt wordt.